# Hyphomicrobiales
Ordre
Synonymes
- Rhizobiales, Kuykendall 2006[1]

Le taxon des Hyphomicrobiales est un ordre d'Alphaproteobacteria qui comprend l'ancien ordre Rhizobiales dont le nom est illégitime. Les rhizobia, qui fixent l'azote et sont des symbiotes des racines végétales, apparaissent ci-dessous dans différentes familles de cet ordre. Le genre type de cet ordre est Rhizobium.

## Taxonomie

### Étymologie deRhizobiales
L'étymologie de l'ordre Rhizobiales est la suivante : N.L. neut. n. Rhizobium, genre type de cet ancien ordre; L. fem. pl. n. suff. -ales, suffixe utilisé pour désigner un ordre; N.L. fem. pl. n. Rhizobiales, l'ordre des Rhizobium.

### Étymologie deHyphomicrobiales
L'étymologie de l'ordre Hyphomicrobiales est la suivante : N.L. neut. n. Hyphomicrobium, genre type de cet ordre; L. fem. pl. n. suff. -ales, suffixe pour définir un ordre; N.L. fem. pl. n. Hyphomicrobiales, l'ordre des Hyphomicrobium.

### Taxons de rang inférieurs
Selon la LPSN (9 novembre 2022), l'ordre des Hyphomicrobiales comprend 42 familles dont 38 possédant un nom correct et valide dont :
- Aestuariivirgaceae Li et al. 2019
- Afifellaceae Hördt et al. 2020
- Ahrensiaceae Hördt et al. 2020
- Alsobacteraceae Sun et al. 2018
- Amorphaceae Hördt et al. 2020
- Ancalomicrobiaceae Dahal et al. 2018
- Aurantimonadaceae Hördt et al. 2020
- Bartonellaceae, Gieszczykiewicz 1939. Le genre type est Bartonella
- Beijerinckiaceae Garrity et al. 2006 et qui comprend par exemple Methylocapsa gorgona
- Blastochloridaceae Hördt et al. 2020
- Boseaceae Hördt et al. 2020
- Breoghaniaceae Hördt et al. 2020
- Brucellaceae Breed et al. 1957
- Chelatococcaceae Dedysh et al. 2016
- Cohaesibacteraceae Hwang et Cho 2008
- Devosiaceae Hördt et al. 2020
- Hyphomicrobiaceae Babudieri 1950 et dont le genre type est le genre type de l'ordre
- Kaistiaceae Hördt et al. 2020
- Lichenibacteriaceae Pankratov et al. 2020
- Lichenihabitantaceae Noh et al. 2019
- Methylobacteriaceae Garrity et al. 2006
- Methylocystaceae Bowman 2006
- Nitrobacteraceae Buchanan 1917, dont un synonyme est Bradyrhizobiaceae
- Notoacmeibacteraceae Huang et al. 2017
- Parvibaculaceae Hördt et al. 2020
- Phreatobacteraceae Hördt et al. 2020
- Phyllobacteriaceae Mergaert et Swings 2006
- Pleomorphomonadaceae Hördt et al. 2020
- Pseudoxanthobacteraceae Hördt et al. 2020
- Rhabdaerophilaceae Ming et al. 2020
- Rhizobiaceae Conn 1938
- Rhodobiaceae Garrity et al. 2006
- Roseiarcaceae Kulichevskaya et al. 2014
- Salinarimonadaceae Cole et al. 2018
- Segnochrobactraceae Akter et al. 2020
- Stappiaceae Hördt et al. 2020
- Tepidamorphaceae Hördt et al. 2020
- Xanthobacteraceae Lee et al. 2005